# Selale
Pour l’article homonyme, voir Selalé (awraja).
Le Selale (amharique : ሸዋ ፈረስ / shewa feresi) est une race de chevaux originaire du plateau central de l'Éthiopie, utilisée pour le transport. La morphologie est régulière. La caractérisation de cette race ne remonte qu'à 2012.

## Histoire
Cette race est également connue sous le nom de « cheval d'Oromo », issu de l'ethnie éthiopienne qui l'élève. Une étude de caractérisation portant sur 60 étalons et 43 juments de cette race distincte, propre à la région de Shewa, est menée par un groupe de chercheurs, puis publiée en 2012 par l'université de Cambridge.
Le Selane n'a pas de stud-book.

## Description
Ces chevaux sont morphologiquement proches de l'Abyssinien. Les mesures de référence enregistrées dans la base de données DAD-IS sont de 1,296 m en moyenne chez les femelles et 1,337 m chez les mâles. Les Selale sont plus grands, et ont un corps et des membres plus allongés que les autres chevaux éthiopiens. Ces chevaux sont de conformation symétrique, perçus comme élégants, typiques des chevaux de selle de l'Éthiopie. La ligne du dessus est droite, les jambes sont fines. Les étalons ont un chignon bien développé. Ces derniers constituent un symbole du cheval de selle d'Éthiopie.

## Utilisations
Ces chevaux sont essentiellement employés pour le transport. Ils sont tout particulièrement réputés pour leur aptitude à être montés.

## Diffusion de l'élevage

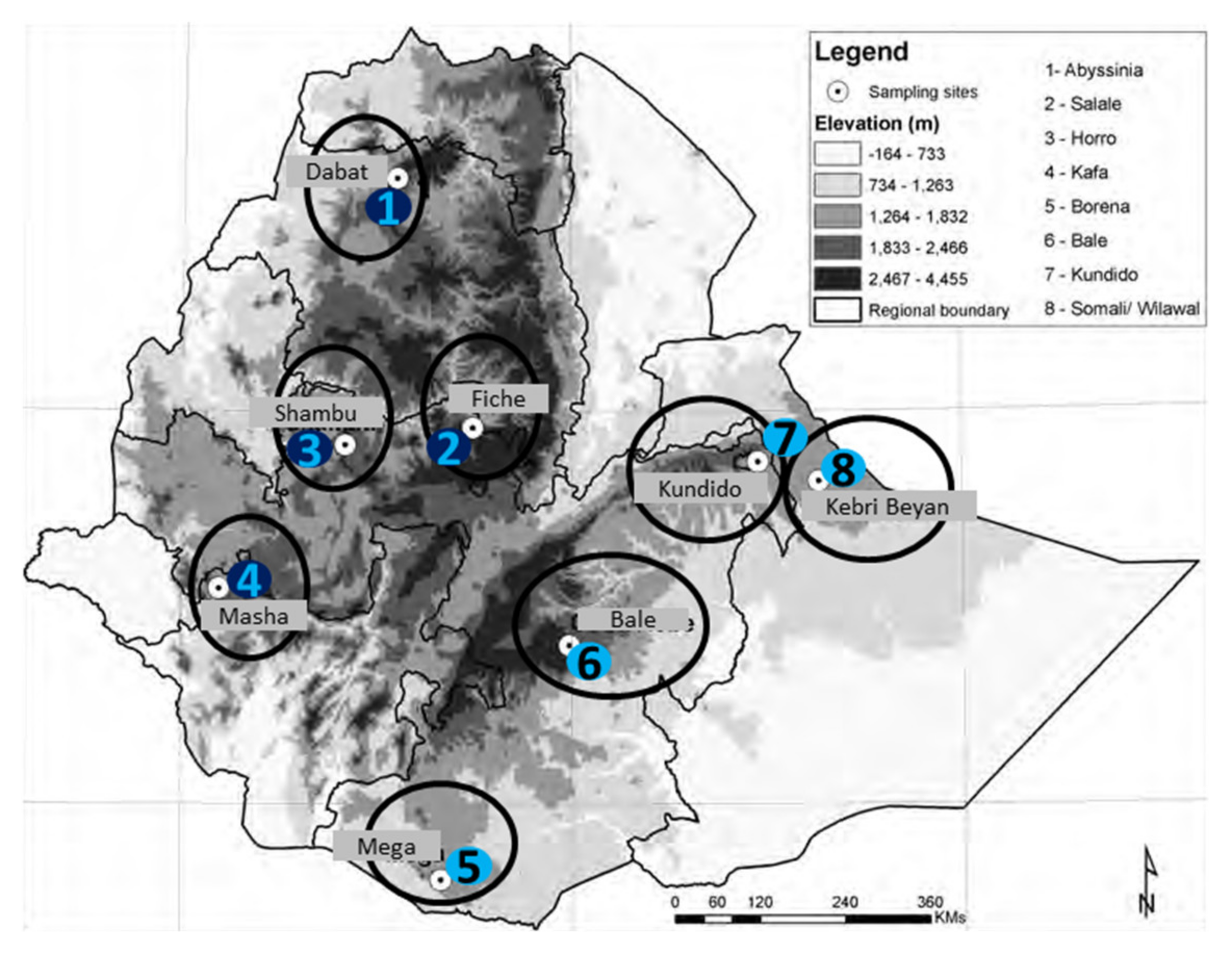
Répartition des races de chevaux d'Éthiopie. Le Selale est ici représenté par le numéro 2.

Le Selale constitue l'une des races de chevaux les plus répandues d'Éthiopie. Il est élevé sur les hautes-terres du plateau central, dans le nord du Shewa. La forme la plus typique de la race provient de la circonscription de Wichale et Jida.
Il n'existe pas de recensement des effectifs.